# Laureano de Torres y Ayala
Laureano de Torres y Ayala (1645 – 1722) byl španělský rytíř Svatojakubského řádu, guvernér Floridy (1693 – 1699), Kuby (1707 – 1711) a voják. Během jeho působení na Floridě nechal dostavět Castillo de San Marcos.

## Život
Laureano José de Torres Ayala a Duadros Castellanos se narodil v roce 1645 v Seville, ale vyrůstal v Madridu, kde se jeho rodiče usadili, v jeho dětství. Jeho otec byl soudcem roku 1693 v Seville a guvernérem venezuelské Méridy a La Gritě. Měl tři bratry, Pedra Ignacia, Cristóbala a Diega Torres Ayala y Quadros. Během svého mládí se přidal ke španělské armádě.
V červnu 1693 se účastnil expedice na Floridu, během níž překročili hrabství Okaloosa, tudíž byl jedním z prvních Evropanů, kteří kdy vstoupili do západní Floridy. Dne 21. září 1693 se stal 30.
guvernérem Floridy. Jako jeho předchůdci i Ayala pracoval na dostavění Castillo de San Marcos, které bylo dokončeno za jeho správy v roce 1695. Post guvernéra si udržel do roku 1699, kdy se vrátil do Španělska a jeho místo převzal José de Zúñiga y la Cerda.
Během let 1704 – 1707 se účastnil války o španělské dědictví, přičemž se zdržoval v Evropě. Dne 18. ledna 1707 se stal guvernérem Kuby. Na Kubě byl znepokojen jejími ekonomickými problémy. Španělský úředník a statkář Orri přišel s myšlenou, že by se tamější produkce tabáku mohla prodávat vládě. Tím by se zajistilo, že daň z tabáku by se vrátila na Kubu. Většina obchodníků prodávala tabák do Ameriky či do Španělska a Kuba tím pádem ztrácela zisk. Přestože tedy Orriova idea značně ztenčovala zisk Španělsku, Ayala ho plně podporoval a tím vznikl kubánský tabákový monopol.
Jeho guvernérský post byl přerušen 18. února 1711, kdy byl uvězněn auditorem Pablem Caverou pro korupci. Ayala byl uvězněn a poslán před španělského krále Filipa V. O dva roky později, 14. února 1713, byl propuštěn a opět ustanoven guvernérem Kuby. Během svého druhého funkčního období vykonával charitativní činnost. Založil La Casa de la Beneficiencia, domov pro žebráky a započal stavbu Hospital de San Lazaro.
Zemřel v roce 1722 v Havaně.